# Plesionika martia
Plesionika martia és una espècie de crustaci decàpode de la família Pandalidae. Llur població es pot trobar en tots els oceans.

## Descripció
Presenta un exoesquelet amb una coloració rosa pàl·lida, fins i tot blanquinosa. Té un rostre llarg. La llargada màxima registrada segons la bibliografia és de 16,9 cm.

## Primera referència taxonòmica
Alphonse Milne-Edwards en feu referència en la seva publicació de 1883, Recueil de figures de Crustacés nouveaux ou peux connus (Recull de figures de crustacis nous o poc coneguts).

## Biologia

### Alimentació
La seva dieta és carnívora, composta sobre tot de krill.

### Predadors
Sovint és presa de peixos com l' Hoplostethus atlanticus i taurons (Galeus eastmani, Galeus melastomus) i de mol·luscs cefalòpodes (Illex coindetii).

### Reproducció
Les poblacions de la mar Mediterrània les femelles produeixen ous de color tendent al blau, entre març i novembre.

## Distribució i hàbitat
És una espècie típica de fons fangosos, estesa a totes les zones oceàniques. Hom troba en tota la mar Mediterrània, gran part de l'oceà Atlàntic i en menor escala en l'oceà Pacífic.
És més freqüent a la mar Mediterrània i en l'oceà Atlàntic i de manera més difusa en Austràlia, en l'oceà Índic, en l'Àfrica meridional-oriental. Tot i que no sol baixar dels 900 m, ha estat guaitada fins als 2100 m de profunditat.

## Pesca
No té un valor comercial particular i sovint es ven amb altres gambes: Per exemple a Gènova és venuda sovint amb Aristaeomorpha foliacea i Aristeus. En els ports andalusos es considera una espècie de gamba valorada pel seu aprofitament comercial. És pescada principalment per les flotes d'Espanya i Itàlia. A nivell mediterrani (Fischer et al., 1986), les majors captures es donen en el litoral magrebí.